# Laurent Merlin
Laurent Merlin (* 17. Oktober 1984 in Marseille) ist ein ehemaliger französischer Fußballspieler.
Merlin ist ein zentraler Stürmer und begann bei Olympique Marseille in dessen Jugendmannschaften. Er schaffte den Sprung in den Profikader und spielte 2 Spiele für den südfranzösischen Verein. 2004 wechselte er zu dem korsischen Verein AC Ajaccio. Dort schoss er auch sein erstes Tor in seiner Profikarriere. 
Im Januar 2006 wurde 178 cm große Stürmer nach LB Châteauroux ausgeliehen, konnte sich dort aber nicht durchsetzen und ging von dort aus in die USA. Dort unterschrieb er einen Vertrag mit der MLS und trainierte zur Probe bei Los Angeles Galaxy. Konnte sich da aber nicht durchsetzen und wurde so bei dem Lokalrivalen CD Chivas angenommen.